# Crossminton

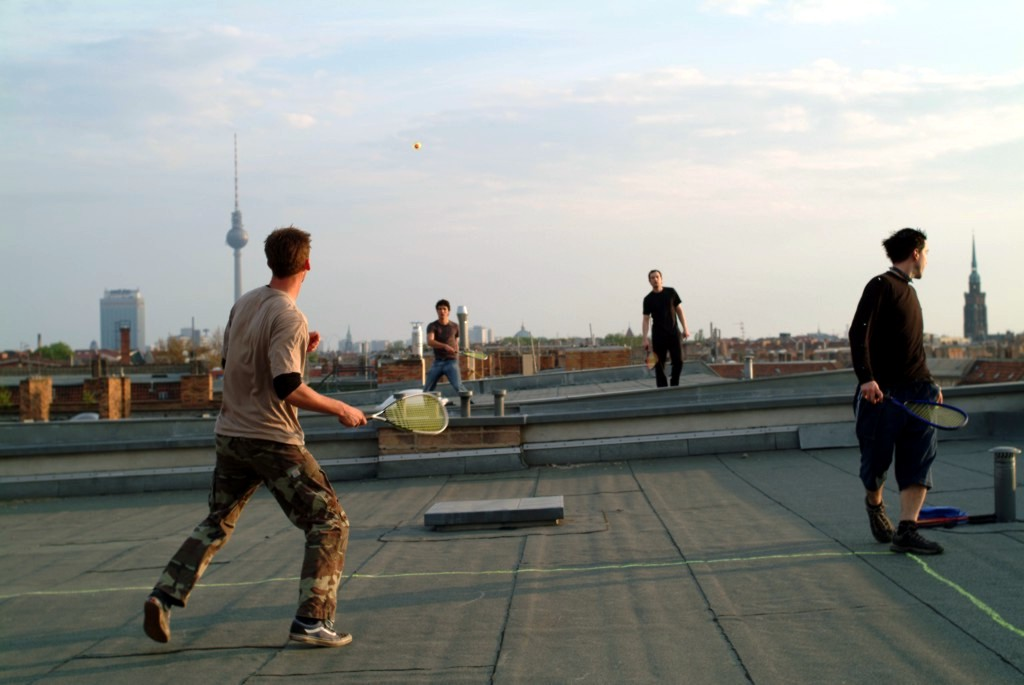

Crossminton (voorheen bekend als Speed Badminton of Speedminton) is een nieuwe racketsport die in onder meer Nederland, België, Duitsland, Frankrijk, Oostenrijk, Zwitserland, Rusland en de Verenigde Staten in toernooivorm gespeeld wordt. Tijdens de officiële presentatie van speedminton op de beurs Winter ISPO 2003, koos de jury speedminton als finalist voor de BrandNewAward.
De sport wordt vaak geassocieerd met het merk Speedminton, vanwege de historische relatie. Vanaf 1 januari 2016 is de naam van de sport gewijzigd van Speed Badminton naar Crossminton. Op 25 augustus 2011 is de International Speed Badminton Organisation (ISBO) opgericht in Berlijn. De huidige naam van de organisatie is International Crossminton Organization (ICO). In 2018 had de ICO 26 leden - nationale federaties uit Europa, Amerika, Azië en Afrika.

## Materiaal
Beide spelers hebben een racket nodig. De rackets van Speedbadminton lijken op de rackets van squash, maar ze zijn lichter en van ander materiaal gemaakt. De "shuttle" die men gebruikt bij het spelen van Speed Badminton worden speeders genoemd. Ze zijn zwaarder dan de shuttles van gewoon badminton, waardoor ze buiten gebruikt kunnen worden en sneller gaan.

### Speeders
Er zijn verschillende typen speeders: De fun speeder, de night speeder en de match speeder. Later zijn daar nog de cross speeder, de verbeterde van de night speeder en de verbeterde versie van de match speeder bij gekomen. De night speeder heeft een gat aan de voorkant waar een speciaal lichtje in gedaan kan worden zodat je ook als het donker is nog kan spelen.
| Type Speeder              | Afstand | Snelheid |
| ------------------------- | ------- | -------- |
| Fun speeder               | 5-20m   | 260 km/h |
| Match speeder (verbeterd) | 10-30m  | 290 km/h |
| Cross speeder             | 20-40m  | 300 km/h |

## Geschiedenis
De sport en de speciale speeder zijn bedacht door de Duitser Bill Brandes. De uitvinder noemde zijn sport eerst "shuttleball", maar later is het hernoemd naar Speed Badminton. Oorspronkelijk wilde Bill Brandes een badmintonvariant ontwikkelen die men buiten kon spelen, dus veranderde hij de shuttle. Uiteindelijk werd het spel zonder net gespeeld, en lag het tempo veel hoger. De sport wordt door steeds meer mensen beoefend, en er zijn steeds meer toernooien in heel Europa.

## Regels
Het speelveld bestaat uit 2 vakken van 5,5 bij 5,5 meter. De vakken liggen 12.8 meter uit elkaar. Voor normale wedstrijden wordt de match speeder gebruikt. Kinderen in de categorie Under14 gebruiken de fun speeder en de vakken staan 8,8 meter uit elkaar. Het doel is om de speeder in het vak van de tegenstander te laten vallen. Als dat gebeurt krijg je een punt. Als de speeder buiten het vak van de tegenstander valt krijgt de tegenstander een punt. De spelers mogen altijd buiten hun vak komen. Een speler wint een set als de speler minimaal 16 punten behaald heeft, en minimaal 2 punten meer heeft dan de tegenstander. Elke keer als er een set voorbij is wisselen de spelers van kant.

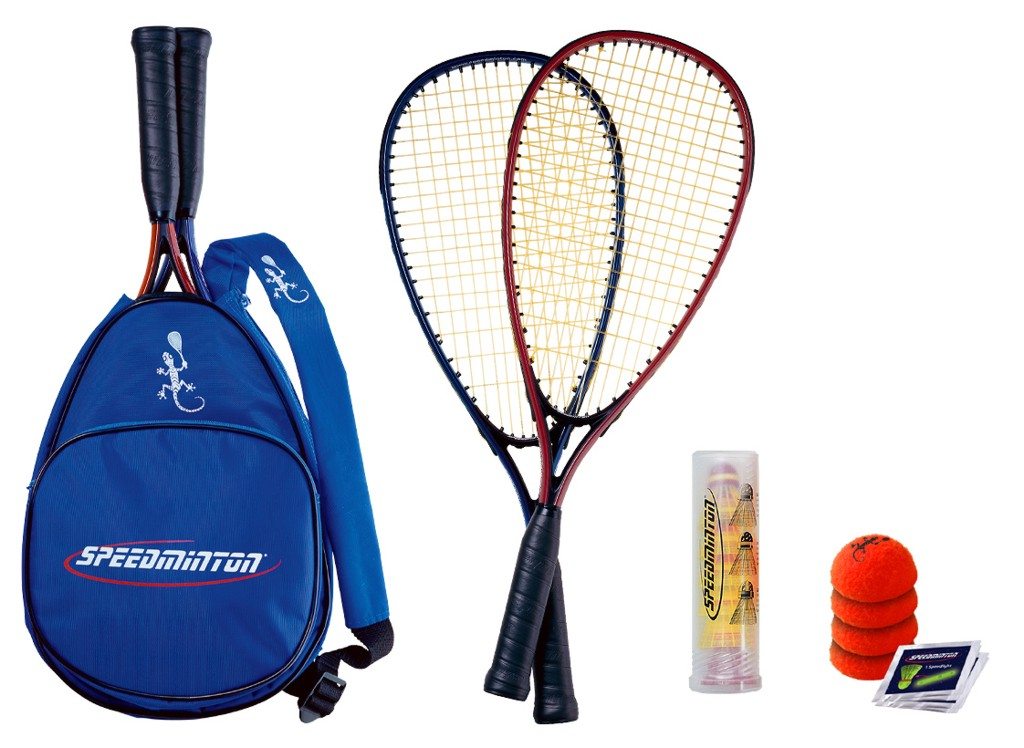
Speed Badminton materiaal

### Service
Wie er als eerste mag serveren wordt bepaald door het gooien van een munt. Elke speler mag 3 keer serveren. Bij elke rally wordt er een punt gescoord. Als het 15:15 staat, wisselt de service na elke gescoorde punt om. De service wordt vanaf minimaal 3 meter achter de voorste lijn van het vak genomen. De eerste service van de volgende set wordt genomen door de verliezer van de vorige set.

### Punten
Een punt wordt gescoord als:
- De service niet goed wordt genomen.
- De speeder de grond of het plafond raakt.
- De speeder in het vak van de tegenstander valt.
- De speeder buiten jouw eigen vak valt nadat je tegenstander het geslagen heeft.
- De speeder 2 keer door dezelfde speler achter elkaar geraakt wordt.
- De speeder het lichaam van de tegenstander raakt.

## Andere speltypen
- Doubles of dubbelspel

Bij doubles spelen 2 spelers in hetzelfde vak tegen 2 andere spelers. Het spel heeft dezelfde regels. Een van de twee spelers staan vooraan het vak, de andere speler achteraan in het vak. De service gaat rond tussen de vier spelers.
- Blackminton

Speed Badminton in het donker wordt Blackminton genoemd. Hierbij worden speciale materialen gebruikt die licht geven. Ook wordt de night speeder gebruikt.